# Leiopus strigilis
Leiopus strigilis là một loài bọ cánh cứng trong họ Cerambycidae.